# Graukopfliest

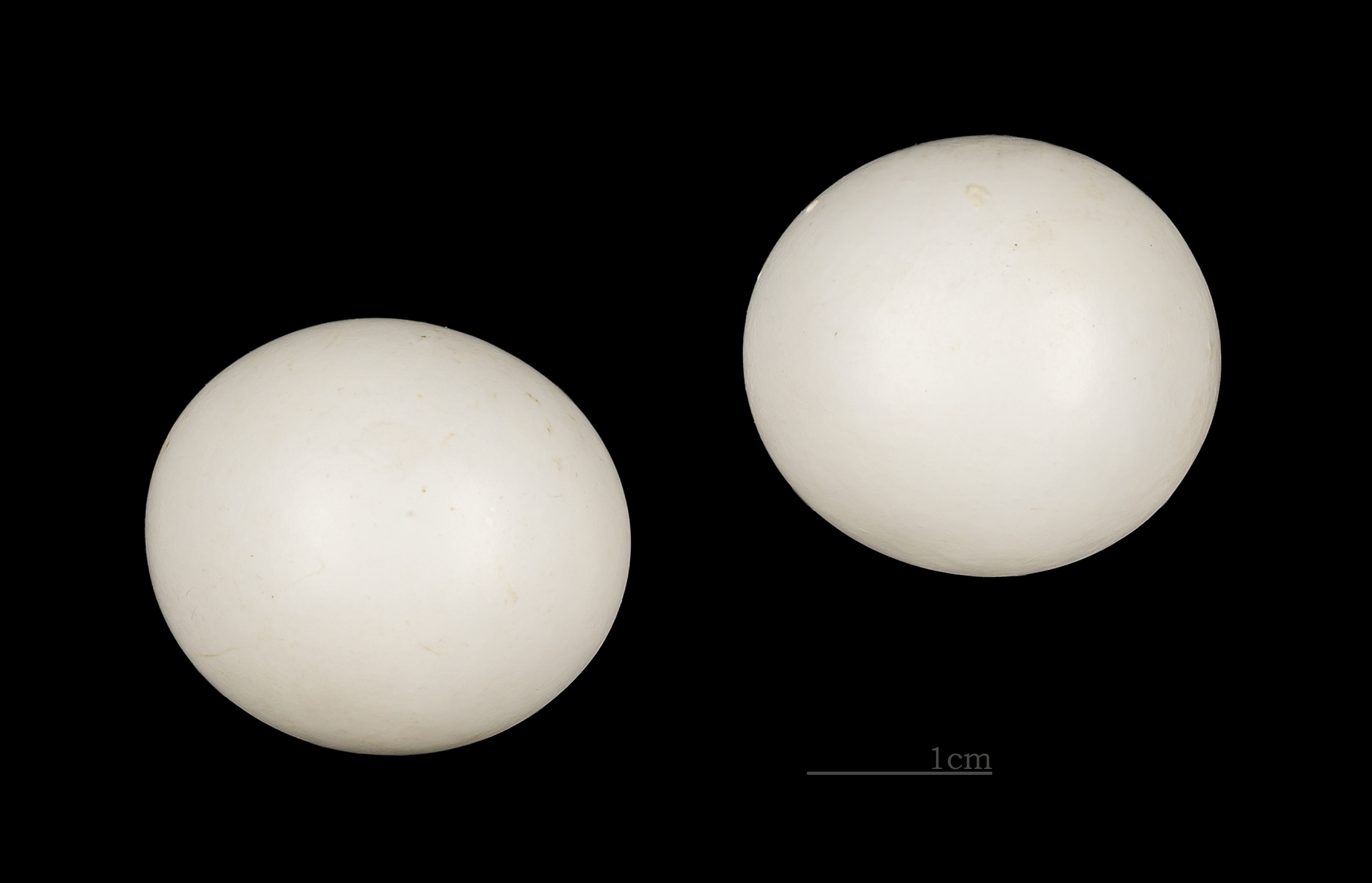
Halcyon leucocephala

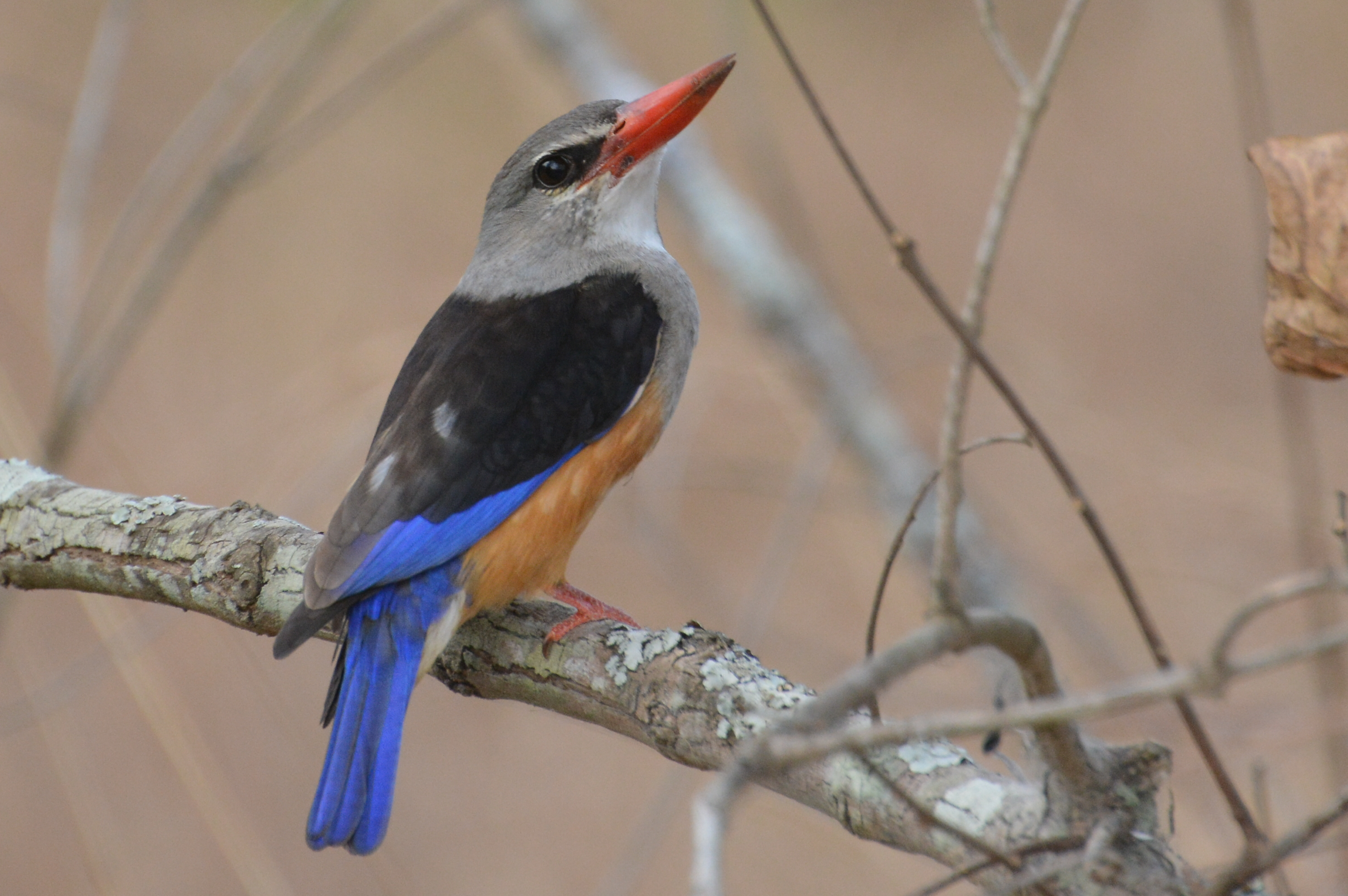
Graukopfliest im Akagera-Nationalpark, Ruanda

Der Graukopfliest (Halcyon leucocephala) ist ein auf dem afrikanischen Kontinent verbreiteter Eisvogel.

## Merkmale
Der Graukopfliest ist ein kleinerer Vertreter der Gattung Halcyon und erreicht eine Größe von 22 cm. Der Vogel besitzt einen roten Schnabel, einen grauen Kopf, eine rötliche Brust und schwarz-blau gefärbte Flügeloberseiten.

## Vorkommen
Das Verbreitungsgebiet des Graukopfliestes liegt in Afrika südlich der Sahara. Es reicht von den Kapverdischen Inseln im Westen und der arabischen Halbinsel im Osten bis in das südliche Afrika. Seine Nahrung besteht überwiegend aus Insekten (u. a. Heuschrecken), kleineren Reptilien und Amphibien.

## Unterarten
Es sind fünf Unterarten bekannt:
- Halcyon leucocephala acteon (Lesson, RP, 1830)	kommt auf Brava, Fogo und Santiago vor.
- Halcyon leucocephala leucocephala ( Müller, PLS, 1776) kommt im Senegal und Gambia bis ins nordwestliche Somalia, ins nördliche Tansania sowie dem Norden der Demokratischen Republik Kongo vor.
- Halcyon leucocephala semicaerulea (Gmelin, JF, 1788) ist im Süden der Arabischen Halbinsel verbreitet.
- Halcyon leucocephala hyacinthina Reichenow, 1900 ist vom südöstlichen Somalia bis Tansania verbreitet.
- Halcyon leucocephala pallidiventris Cabanis, 1881	kommt vom Süden der Demokratischen Republik Kongo über den Nordwesten Tansanias und südlich bis in den Norden von Südafrika vor.